# Cysoida Dioklesa
Cysoida Dioklesa – krzywa opisana równaniem:
{\displaystyle y^{2}={\frac {x^{3}}{2a-x}}}

## Konstrukcja krzywej

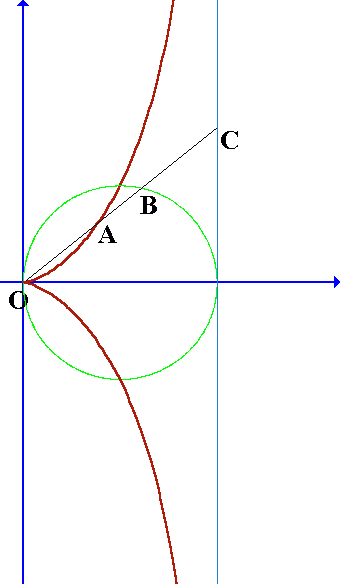
Cysoida Dioklesa (czerwona)

Cysoida Dioklesa jest miejscem geometrycznym punktów {\displaystyle A,} takich że {\displaystyle OA=BC} i punkty {\displaystyle O,} {\displaystyle A,} {\displaystyle B,} {\displaystyle C} leżą na jednej prostej oraz
- {\displaystyle O} jest środkiem układu współrzędnych – (0, 0),
- {\displaystyle B} jest punktem przecięcia tej prostej i okręgu o promieniu {\displaystyle a} i środku we współrzędnych ({\displaystyle a,}0),
- {\displaystyle C} jest punktem przecięcia tej prostej i prostej o równaniu {\displaystyle x=2a.}

Cysoida Dioklesa jest więc cysoidą okręgu o promieniu {\displaystyle a} i prostej stycznej do tego okręgu.

## Postacie równania krzywej
W układzie współrzędnych biegunowych równanie ma postać:
{\displaystyle \rho =2a(\sec \theta -\cos \theta )}
lub:
{\displaystyle \rho =2a{\frac {\sin ^{2}\theta }{\cos \theta }},}
gdzie {\displaystyle \theta \in (-\pi /2,\pi /2).}
Równania te można zapisać w postaci parametrycznej:
{\displaystyle y=2a\left(\operatorname {tg} \theta -{\frac {1}{2}}\sin 2\theta \right),}
{\displaystyle x=2a\sin ^{2}\theta ,}
lub
{\displaystyle x={\frac {2at^{2}}{1+t^{2}}},}
{\displaystyle y={\frac {2at^{3}}{1+t^{2}}}.}

## Podwojenie sześcianu
Cysoida ta pozwoliła Dioklesowi na rozwiązanie problemu podwojenia sześcianu i w tym właśnie celu została przez niego skonstruowana.